# Aeroportul Jabiru
Aeroportul Jabiru (IATA: JAB, ICAO: YJAB) este un aeroport din Teritoriul de Nord, Australia ce deservește zona Ranger Uranium Mine⁠(d).
Situat la o altitudine de 25 m, aeroportul dispune de o singură pistă. Este operat de Energy Resources of Australia⁠(d).